# バイエルン公国

バイエルン公国
Herzogtum Bayern

1618年頃のバイエルン公国

バイエルン公国（バイエルンこうこく、ドイツ語: Herzogtum Bayern）は、中世のドイツ南東部（現在のバイエルン州からオーストリアにかけての領域）に存在した5つの部族大公領の一つである。

## 歴史

### アギロールフィング朝での黎明期

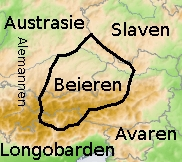
600年頃のバイエルン。

バイエルンにおける初期国家は既に6世紀に形成されており、レヒ・エンス両川の間、フィヒテル山地およびアルプス・トリエント地域を占めていた。バイエルン初期国家が歴史上初めて言及されるのはアギロルフィング家出身のガリバルト1世（590年頃没）の時代であり、その統治下の公国の首都はレーゲンスブルクにおかれた。フランク王国に対抗するためのランゴバルド王国との同盟は最終的には崩壊して和平を乞わざるを余儀なくされた。ガリバルト1世の後継者であるタシロ1世（612年没）はスラヴ人とその同盟者であるアヴァールに対して初めて敵対行動をとったことで知られている。タシロ1世の後継者はフランク王国と同盟を締結して次第にその従属下におかれるようになった。ガリバルト2世（650年没）の統治下ではフランク国王ダゴベルト1世の協力のもとで『バイエルン法典（ラテン語: lex Bajuwariorum）』と呼ばれる最初の成文法が導入された。同じくタシロ2世（719年没）下でもバイエルンはフランク王国の宣教師の協力の下でキリスト教が普及し始めたが、その一方でキリスト教自体は既にテオド2世（716年死去）の時代で最終的に広まっていた。
フランク王国の宮宰カール・マルテルの婿であるオディロ（748年没）はフランクの長上権を覆して王号を得ることを試みはしたもののカール・マルテルの息子であるカルロマンと小ピピンによって失脚せしめられた。オディロの統治下では聖ボニファティウス大司教によりバイエルンの教会はザルツブルク、パッサウ、レーゲンスブルク及びフライジンクの4つの司教区に分けられて幾つかの修道院が建てられた。
オディロの息子であるタシロ3世（741年 - 796年）は相続権を得るためにコンピエーニュで開かれた国家会議にて小ピピンに対して忠誠を誓うことを余儀なくされた。後にフランク王国の隷属下からの離脱を試みてランゴバルド王デジデリウスとアキテーヌ公ヴァイファルと共闘して反フランク同盟を結成するものの反乱は失敗に終わった。デジデリウス打倒後のカール大帝の目はその同盟者達に注がれ、迫りくる戦闘の脅威がタシロ3世をヴォルムスでの宣誓の再開及び人質を提供することを余儀なくさせた。しかし、タシロ3世は服従することを良しとせずにアヴァールと関係を結んだ。このことが788年にインゲルハイム・アム・ラインでの国家会議を呼び起こし、誓約違反者の死刑及びその全一族の修道院への幽閉（ここで一族は断絶となる）について審議された。バイエルンはフランク国家に組み込まれ、統治するために伯領と呼ばれる幾つかの地域に分割された。

### ルイトポルト朝時代

10世紀におけるローマ帝国の一部としてのバイエルン公国。

カロリング帝国下においてバイエルンは王国の地位を獲得してヴェルダン条約では東フランク王国に組み込まれることが明白となり、カロリング朝の分家によって派遣される代理人によって支配された。バイエルンでは徐々に上流階級、特にルイトポルト家が台頭していった。その影響力はアルヌルフ帝（その母親はルイトポルド家出身の可能性あり）の統治下で一段と増した。893年にアルヌルフはケルンテンと上パンノニア（現オーストリア及び西ハンガリー）をルイトポルト伯に与えた。895年にルイトポルトはドナウ川沿いの低地、ノルガウ（現オーバープファルツ）およびレーゲンスブルクも拝領している。このようにしてフランク王国内部に“バイエルン辺境伯領”と呼ばれる新たなる国家の基盤が形成されたのである。かくしてバイエルン及びその他辺境伯領の統治者となったルイトポルドはスラヴ人やマジャール人といった隣国の部族と常に戦い、907年にプレスブルクの戦い（現ブラチスラヴァ）で戦死した。それ以上に重要なことはバイエルンの地（東方辺境伯領）がマジャール人の襲撃にさらされたということである。
ルイトポルトの後継者であるアルヌルフ、エーバーハルト及びベルトルトのもとでバイエルンは公領として再編され、ゲルマン人の主要ないしその他の部族によって形成される「部族大公領」と呼ばれる帝国の五大公領の一つとなった。国の防衛体制を築くための資金が不足していると感じたアルヌルフはカトリック教会からの土地・財産没収に頼り、これにより“悪党”という綽名をつけられた。アルヌルフはバイエルンの復興を果たしてマジャール人と和平を締結した。これによってマジャール人は自身のドイツ襲撃に際して抵抗を受けることなくバイエルンを通り抜けたが、同公領は荒らされずにすんだ。アルヌルフは自領にて独自に伯や司教を任命し、独自の外交政策をとること（王との相違は常にマジャール人の襲撃に対する闘争であり、自領を帝国にとっての関心の的であるマジャール人による損害から守るためにアルヌルフは彼らと和平を結んだ）で事実上王に不服従の姿勢を取った。
しかしながらドイツで有力な国王たるハインリヒ1世捕鳥王・オットー1世大帝親子を中心とするリウドルフィング朝による王権が誕生したことによりバイエルンの自主性は削がれて徐々に中央権力に従属するようになった。921年にハインリヒ1世の軍隊はバイエルンに侵攻してアルヌルフを服属せしめた。アルヌルフは己の公の権利を確認することでバイエルンが王の宗主権下におかれることを認めたものの、十分な自主性を保持することができた。それに加えてハインリヒ1世はアルヌルフにバイエルン公国内の教会を指名する権利を残すことを余儀なくされた。
937年にアルヌルフが死ぬとその長男であるエーバーハルトが継承してオットー1世に忠実に仕えることを拒絶した。これに対するオットー1世の返答は938年のエーバーハルトの領域への侵攻である。オットー1世による2度の遠征によって公国は荒廃してエーバーハルトは公位から引き摺り下ろされた。代わってバイエルンの国境地帯の辺境伯（ケルンテン）を統治していた叔父のベルトルトが統治することとなった。
前任者とは異なりベルトルトは自領において教会や伯を指名する権利を受け賜わらずに事実上完全に王に従属したことを明らかにした。多かれ少なかれベルトルトは自身による統治期間中はオットー1世に忠実であった。ベルトルトは既に半世紀にも渡ってドイツの地を襲撃して略奪し続けていたマジャール人に対する戦闘で陣頭指揮を執った。943年にバイエルン軍はマジャール軍をヴェルスにて撃破することで暫くの間は公国の東部国境線の平穏を確保することができた。
947年にベルトルトが死ぬと息子のハインリヒ3世はオットー1世によって継承権から外された。バイエルンはオットー1世の弟であるハインリヒ1世の手に渡った。バイエルンの支配権がリウドルフィング家に移行したことはルイトポルド家との間で長きに渡る闘争を引き起こすこととなった。恐らく、ハインリヒはバイエルンを喪失したであろうがそれでもケルンテンにおける己の領地の一部を保持し、帝国内における自身の地位を保持することが許されたことであろう。

### リウドルフィング朝時代
バイエルンの統治者になったハインリヒ1世はマジャール人を撃退することに成功し、その上、フリウリ伯領を自領へ併合した。955年に名高いレヒフェルトの戦いが起きた。この戦いでドイツ軍はマジャール人を完膚なきまでに叩きのめすことでその脅威を取り除いた。ハインリヒ1世自身は病気のために戦闘に参加しなかったものの954年のシュヴァーベン公リウドルフとロタリンギア公コンラートによる反乱の鎮圧には参加している。
955年にハインリヒ1世の後を息子で未だ4歳であるハインリヒ2世が継いだ。その初期は母のユディトがハインリヒ2世の名でバイエルンを統治した。ハインリヒ2世は成年に達すると973年に皇帝に即位した従兄弟のオットー2世と帝位を巡って争い始めた（父ハインリヒ1世もまた帝位を狙っていた）。皇妃アーデルハイトの姪であるギゼラと結婚したことでハインリヒ2世の立場は著しく強化された。同年には自身の姉妹と結婚しているシュヴァーベン公ブルヒャルト3世が皇帝の了承抜きに空位となったアウクスブルク司教の座に自身の従兄弟であるハインリヒ1世を据えた。973年にブルヒャルトが死ぬとハインリヒ2世はシュヴァーベンを自領に併合することを試みたが、これに対してオットー2世は自身の友人かつ従兄弟でもあるシュヴァーベン公リウドルフの息子オットー1世にシュヴァーベンを渡すことで機先を制ずることに成功した。これに不満を抱くハインリヒ2世の返答はオットー2世への反乱の企てということになったが、974年に陰謀は露見してインゲルハイムで拘禁されることで収着した。
976年にハインリヒ2世は脱獄してバイエルンに帰還することに成功して同地にて反乱を立ち上げた。976年にローマ軍はバイエルンに侵攻して反乱軍を打ち破り、ハインリヒ2世は亡命を余儀なくされ、バイエルンはオットー1世に与えられた。しかもハインリヒ2世の反乱の結果、バイエルンは分割されることとなった。すなわち、同年にシュタイアーマルクからヴェローナ（ヴェローナ伯領を含み、組み込まれた領地にはかつてのフリウリ伯領があった）の領域を含む公国は東方辺境伯、後のオーストリアとケルンテン公国によって分割されたのである。東方辺境伯にはレオポルト1世がケルンテン公にはハインリヒ1世の息子でかつてのバイエルン公であったベルトルトが据えられた。
バイエルンを喪失したハインリヒ2世ではあったがそのままにしておくわけにはいかなかった。977年に三ハインリヒの戦い（戦闘に参加したハインリヒ2世、ハインリヒ1世、アウクスブルク司教兼ケルンテン公ハインリヒの3人のハインリヒに因む）と呼ばれる新たなバイエルン貴族のローマ皇帝に対する反乱において主導権を握ったのである。しかし、反乱は978年に鎮圧され、結果、バイエルンは最終的に帝国の中央集権化に置かれることとなった。ハインリヒ2世は逮捕されてオットー2世が死ぬまでユトレヒト司教の監視下におかれることとなった。
982年に皇帝に忠実で戦友でもあったオットー1世が死ぬと新たなバイエルン公には978年に反乱に参加したことでケルンテンを没収されていたハインリヒ1世が任命された。しかし983年にオットー2世が死んだことで自由の身となったハインリヒ2世は直ちに幼帝オットー3世に対する反乱を立ち上げた。この時は王位を奪取することは叶わなかったものの皇帝に対して忠実であることを誓うことと引き換えに985年にバイエルンを、989年にはケルンテンをそれぞれ返還してもらっている。ハインリヒ1世には代償としてケルンテンが返還されたもののヴェローナはオットー1世が保持した。989年にハインリヒ1世が死ぬとその領地はハインリヒ2世の手に渡り、広大であった父祖の地は再び一つとなった。
995年にハインリヒ2世が死ぬとバイエルンは息子のハインリヒ4世によって相続されたが、ケルンテンはオットー3世によって、985年まで同地を所有していたオットー1世に渡された。ハインリヒ4世はオットー3世の忠実な同盟者となり、1002年にオットー3世の死を受けて自身が皇帝ハインリヒ2世となった。

### 11世紀のバイエルン
1004年3月21日にハインリヒ2世はバイエルンを自身の妻の兄弟にあたるルクセンブルク伯ハインリヒ（バイエルン公ハインリヒ5世）に譲ったが、その領域は非常に縮小されたものだったのであった。ケルンテンの方は同年にハインリヒ2世がオットー1世の三男であるコンラート1世に支配権を認めたことで最終的にバイエルンから分離した。バイエルン公国内の大部分の修道院とその土地は、1007年以降バンベルク司教領として形成され皇帝の支配権に留まることとなり、大部分の公領の方はハインリヒ2世の皇后であるクニグンデが支配するところが明白となった。
しかし、ハインリヒ2世とその皇后親族との関係は直ぐに悪化した。ハインリヒ5世が1009年5月に公位をはく奪されたことによりバイエルンは皇帝が直に治めることが明白となった。もっとも1017年5月にハインリヒ5世には再びバイエルン公位が授けられ1026年に死ぬまで統治した。ハインリヒ5世には子供がいなかったことからバイエルンは新皇帝コンラート2世の個人領に編入され、1027年にバイエルン公の称号を自身の十番目の息子で後継者であるハインリヒ3世（バイエルン公としてはハインリヒ6世）に譲った。1049年から1053年までを例外としてバイエルンは1061年まで事実上皇帝とその息子の支配下に置かれていた。
幼帝ハインリヒ4世の摂政であるアグネス・フォン・ポワトゥーがドイツ諸侯に封土を安易に分与したことによりバイエルンは1061年にオットー・フォン・ノルトハイムが所有統治するところとなった。他方、ハインリヒ4世に成年に達すると1070年に幼少時に喪失した領地の奪還に着手した。バイエルンを所有するオットーはハインリヒ4世の目には自身の政策に目障りであると映っていて、その陰謀計画によって告発及びバイエルンを没収され、バイエルンはヴェルフ4世の手に移ることとなった。

### ヴェルフ朝時代
バイエルンを拝領したヴェルフ4世（バイエルン公としてはヴェルフ1世、1101年没）はヴェルフ家出身である。しかしながら、ヴェルフ4世は皇帝からバイエルンの地を拝領したにも係わらず、ハインリヒ4世と教皇グレゴリウス7世が争った際には教皇側に加勢している。1077年にはハインリヒ4世のバイエルンへの支配権を削がせることを理由に対立王ルドルフ・フォン・ラインフェルデンの選出を支持している。
グレゴリウス7世没後の1089年にヴェルフ4世は自身の7番目の息子であるヴェルフ5世を43年間に渡って教皇派を指導したトスカーナ女伯マティルデ・ディ・カノッサと結婚させた。しかし、1095年にヴェルフ5世はマティルデと離婚し、ヴェルフ4世自身もハインリヒ4世と和解してバイエルンを返還してもらった。1101年にヴェルフ4世が死ぬとバイエルンは息子のヴェルフ5世（バイエルン公としてはヴェルフ2世、1120年死去）とハインリヒ9世黒公（1126年没）によって継承された。特にハインリヒ9世がザクセン公マグヌスの娘かつ相続人であるヴルフヒルデと結婚したことによりザクセン公国を相続する権利を得たのと同然の形でその大部分の領地を手に入れた。しかしマグヌスが死ぬとローマ皇帝ハインリヒ5世は継承法を無視する形で新ザクセン公にロタール・フォン・ズップリングを指名した。
ハインリヒ5世が死ぬとハインリヒ9世は当初は帝位請求者であるシュヴァーベン大公フリードリヒ2世を支持した。しかし直にロタールは自分の一人娘ゲルトルートとハインリヒ9世の息子ハインリヒ10世尊大公を結婚させることで話し合いをつけた。これによりロタールは新国王ロタール3世として選出された。
1126年にハインリヒ9世は息子のハインリヒ10世に公位を譲って退位してまもなく死去した。新たに公位についたハインリヒ10世は、ロタール3世がホーエンシュタウフェン家出身のシュヴァーベン公フリードリヒ2世、コンラート（1127年に自らローマ王であることを宣言）兄弟と争った際には皇帝側に忠実に従った。1136年にロタール3世はハインリヒ10世に報償としてトスカーナ辺境伯の称号を授け、さらに死ぬ間際の1137年にザクセンの統治権を譲った。
ロタール3世が死亡時のハインリヒ10世はドイツで最も強大な諸侯の一人となり、有力な帝位請求者となっていた。しかし、帝位はハインリヒ10世のもとには転ばず、かつての対立王であったコンラートがドイツ王コンラート3世に選出された。そのコンラート3世は1138年にハインリヒ10世からバイエルン・ザクセン両公国を没収し、バイエルンをバーベンベルク家出身のオーストリア辺境伯レオポルト4世に譲った。ハインリヒ10世は己の領地奪還を目指す戦いを開始したものの1139年に幼いハインリヒ獅子公を残して没した。
現在のバイエルンの領域と以前にそこに属していた東方辺境伯領を統一したレオポルトはハインリヒ10世の兄弟であるヴェルフ6世率いるヴェルフ一党との戦いを開始した。1141年にレオポルトは完敗してまもなく死去して弟のハインリヒ11世宣誓公が後を継いだ。ハインリヒ11世はヴェルフ一党の反乱の鎮圧に成功したものの1156年に新皇帝フリードリヒ1世赤髭王はハインリヒ獅子公にバイエルンを与え（バイエルン公としてはハインリヒ1世）、加えて1142年にはザクセンをも授けた（ザクセン公としてはハインリヒ3世）。その一方でレオポルトに対しては代償としてオーストリア辺境伯領を公国に昇格させた。
スラヴ人への地へ遠征をすることでハインリヒ11世獅子公は自領を著しく拡大させることに成功させ強大な権力を得てフリードリヒ1世に対して戦いを挑んだ。ハインリヒ11世がフリードリヒ1世のイタリア遠征への参加を拒否するやフリードリヒ1世は1180年にハインリヒ11世に対する裁判を行った。その結果、ハインリヒ11世の領地の大半が没収されてフリードリヒ1世についた者達に分配されることとなった。バイエルンはヴィッテルスバッハ家のバイエルン宮中伯オットー4世が獲得してバイエルン公オットー1世となった。

### ヴィッテルスバッハ朝時代

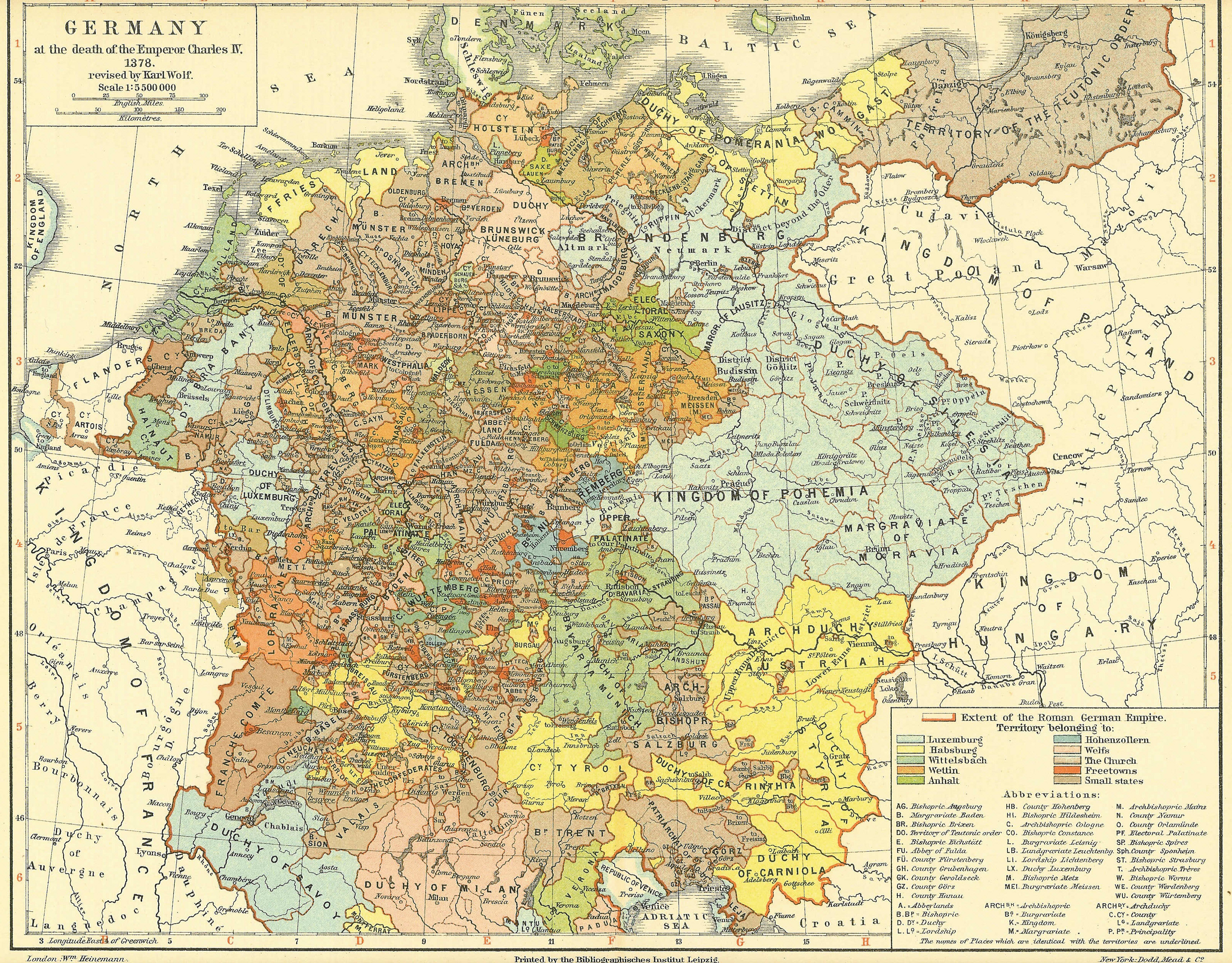
1378年のバイエルン及びその周辺。

その出自に関してはルイトポルト家の末裔ではないかとの説があるバイエルン公オットー1世は、フリードリヒ1世に仕える最良の騎士であった。そのオットー1世が獲得したバイエルンの領域はシュタインマルク辺境伯領が公爵の地位を授けられたことで最終的に分離したことで未だ縮小されたままであった。しかし、息子のルートヴィヒ1世（1231年没）の代には領域は著しく拡大することになる。1214年に婚姻に伴い神聖ローマ皇帝フリードリヒ2世よりライン宮中伯領を拝領したのである。
ルートヴィヒ1世の息子でフリードリヒ2世のかつての忠実な味方であったオットー2世（1253年没）は国内の完全独立を目指す司教権力と不和となり、衝突した。フリードリヒ2世に対して完全に忠誠を尽くしたことから、オットー2世はローマ教皇によってカトリック教会から破門されている。
オットー2世没後のバイエルンは、ヴィッテルスバッハ家の系統間で細分化の道を辿ることとなる。既にオットー2世の息子であるルートヴィヒ2世（1294年没）とハインリヒ13世（1290年没）は2年間共同統治をしていたものの1255年に領地を分割している。前者がミュンヘンを首都とする上バイエルンとライン宮中伯領を、後者がランツフートを中心とする下バイエルンをそれぞれ統治することとなったのである。加えて2人の兄弟は共にシチリア国王シャルル・ダンジューによって処刑されたホーエンシュタウフェン家の最後の統治者コッラディーノの遺産をも手に入れた。ルートヴィヒ2世が死ぬと、ライン宮中伯を次男のルドルフ1世が、上バイエルンを三男のルートヴィヒ4世（1282年-1347年、1314年にローマ王に選出され、1328年にローマ皇帝に戴冠する）が相続することで両者は分離した。
ルートヴィヒ4世はヴィッテルスバッハ家の領地を著しく増大させた。1329年にパヴィーアにて兄ルートヴィヒ2世の遺児たちに最終的にライン宮中伯領とオーバープファルツの支配権を委ねる取り決めを結んだ。この取り決めにより、両家とも女子には領地及び相続権を譲る権利が剥奪されて（サリカ法の採用）、ライン宮中伯の地位はこれ以降双方の家系が交互に所有することとなった。しかし、1356年に制定された金印勅書により、プファルツ系のヴィッテルスバッハ家が選帝侯位を獲得することが最終的に決議された。1340年に下バイエルン系のヴィッテルスバッハ家が断絶したことにより、バイエルンはルートヴィヒ4世のもとで再び一つとなった。しかもルートヴィヒ4世はマルガレーテ・フォン・ホラントと結婚したことで、ホラント伯領、ゼーラント伯領、エノー伯領といったネーデルラント一帯を獲得したのである。さらにはブランデンブルク辺境伯をも手に入れ、これまた婚姻関係を通じて長男のルートヴィヒ5世にチロル伯領を授けた。バイエルンの秩序が著しく向上したのはルートヴィヒ4世の統治に負うところが多い。ルートヴィヒ4世はミュンヘンに権利を与え、上バイエルンのためには民法を下バイエルンのためには新たな訴訟手続きをそれぞれ発した。
ルートヴィヒ4世は6人の息子と豊かな遺産を残した。当初、バイエルンは兄弟間の共同統治下におかれていたが、1349年に分割が開始され、最初は再び上下に分裂した。1353年に下バイエルンはバイエルン＝ランツフートとバイエルン＝シュラウビングに分裂した。1363年にルートヴィヒ5世の息子マインハルトが死ぬと、上バイエルンはバイエルン＝ランツフートとバイエルン＝シュトラウビング間で分割された。1392年にバイエルン＝ランツフートからバイエルン＝インゴルシュタットとバイエルン＝ミュンヘンが分離した。しかもチロル、ブランデンブルク、ネーデルラント一帯も徐々に失われていった。

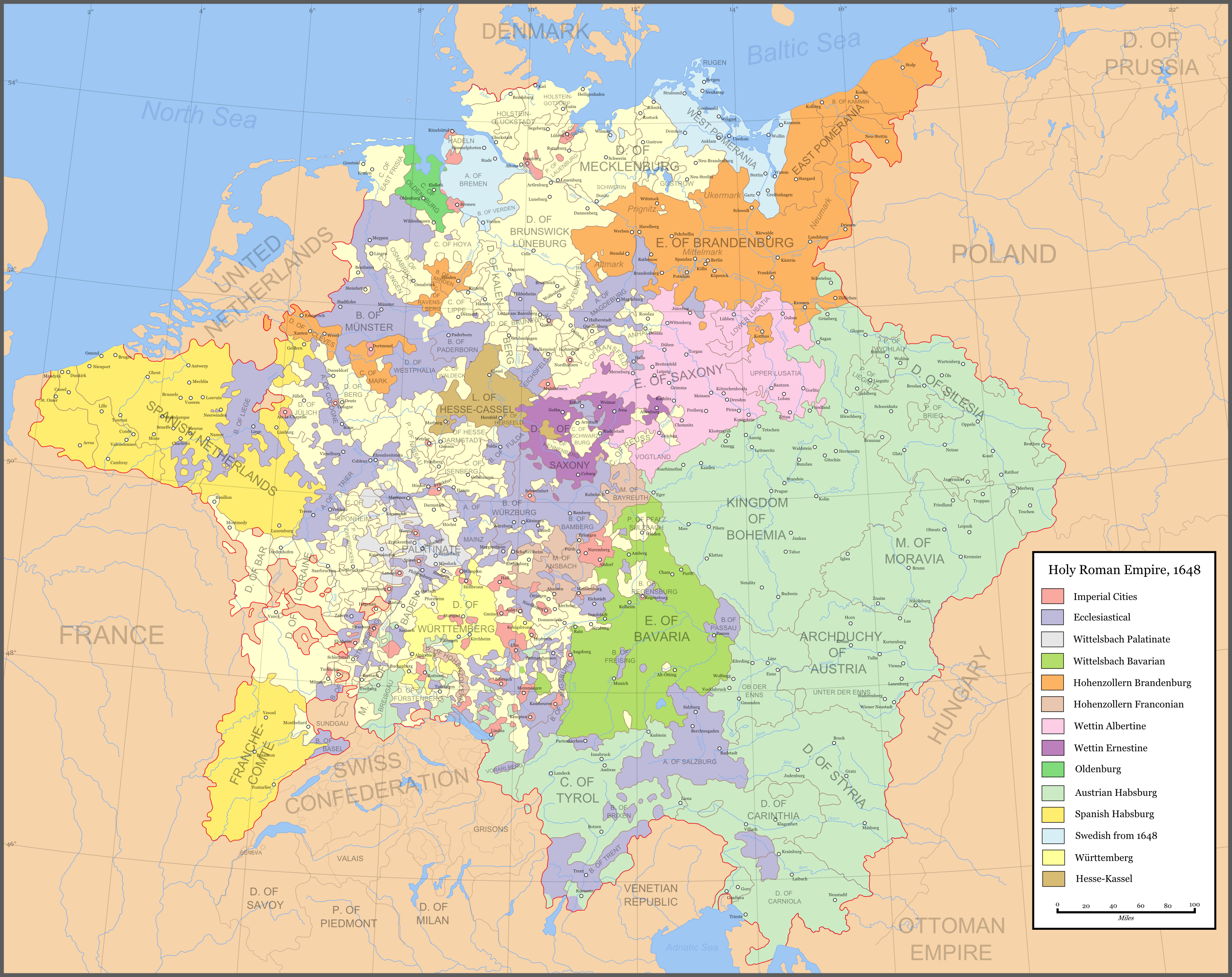
1648年の神聖ローマ帝国。

バイエルン系ヴィッテルスバッハ家の諸系統が断絶するたびに領地の分割と争いが開始され、それはしばしば武力衝突に発展することになった。1432年にバイエルン＝シュトラウビングの領地はバイエルン＝インゴルシュタット、バイエルン＝ランツフート、バイエルン＝ミュンヘン間で分割された。1447年にバイエルン＝インゴルシュタットはバイエルン＝ランツフートに併合された。1467年にジギスムントのためにバイエルン＝ミュンヘンからバイエルン＝ダッハウが分離したもの、1501年にジギスムントが死ぬと、その遺領は再びバイエルン＝ミュンヘンに回収され、1503年にはバイエルン＝ランツフートもバイエルン＝ミュンヘンに合併された。
1505年にバイエルン＝ミュンヘン家のアルブレヒト4世狡猾公のもとで、バイエルンは統一されたことが明白となった。アルブレヒト4世はそれまでに至る領地の分割で蒙った被害合計への意識から、最初に生まれた男子による単独かつ領地の分割禁止の公位継承法の承認を得ることに努めた。この継承法に従って、ヴィルヘルム4世、ルートヴィヒ10世、エルンストの3人の息子のうち、ヴィルヘルム4世が唯一の後継者となった。
しかし1508年にアルブレヒト4世が死ぬと、ヴィルヘルム4世（1550年没）とルートヴィヒ10世（1545年没）の共同統治という新たな分割が行われた。両者は多数の支持者を取り付けるなどして互いの改革を協力し合ったが、その際に遭った最も決定的な抵抗は、1541年のバイエルン国内のイエズス会の召集である。ルートヴィヒ10世が没したことで、バイエルンは再びヴィルヘルム4世のもとで一つになったことは明白となり、その息子であるアルブレヒト5世もまた別のイエズス会であったが同時に芸術と科学を保護している。その後を1579年に継いだヴィルヘルム5世は1597年の議会で、長子のマクシミリアン1世に譲位して自らは引退することを余儀なくされた。
多彩な才能の持ち主であったマクシミリアン1世は、反プロテスタント同盟の指導者であった。三十年戦争の際にはローマ皇帝フェルディナント2世から1623年にプファルツ選帝侯領を授けられているが、その内実はフェルディナンド2世が戦費の担保としてオーバープファルツを与えたというものであった。ヴェストファーレン条約で、マクシミリアン1世の選帝侯としての地位とオーバープファルツの領有権は確たるものとなると同時に、プファルツ＝ジンメルン家には8つの領地からなる新プファルツ選帝侯領が創立され、マクシミリアン1世の子孫が絶えた時にはバイエルンを継承する権利があることも確認された。かくしてバイエルン公国は再編され、バイエルン選帝侯領と称されるようになる。